# Batalla de Pelagonia
La batalla de Pelagonia (en griego: Μάχη της Πελαγονίας) se libró en septiembre de 1259 y enfrentó al Imperio de Nicea por un lado y al Despotado de Epiro, Sicilia y el Principado de Acaya, por otro. Fue un acontecimiento decisivo en la historia del Mediterráneo oriental ya que aseguró la reconquista bizantina de Constantinopla y el fin del Imperio latino en 1261, y marca el comienzo de la reconquista bizantina de Grecia. Esta batalla también es notable por ser la última aparición de la famosa Guardia varega.
La ubicación exacta de la batalla sigue siendo poco clara. Se la ha llamado batalla de Kastoriá, porque tres fuentes bizantinas (Paquimeres, Jorge Acropolita y Nicéforo Grégoras) informan que el campamento epirota fue atacado ahí primero en un lugar llamado el Bosque de Boril (Βορίλλα λόγγος). Sin embargo, dado que el conflicto también incluyó un sitio en Prilep, es justificadamente llamada batalla de Pelagonia.

## Antecedentes
El emperador de Nicea, Teodoro II Láscaris, murió en 1258 y le sucedió el joven Juan IV Láscaris, bajo la regencia de Miguel VIII Paleólogo, que estaba decidido a restaurar el Imperio bizantino y recuperar todo el territorio que había poseído antes de la Cuarta Cruzada. En 1259, Guillermo II de Villehardouin se casó con Ana Comnena Ducaina (también conocida como Inés), la hija de Miguel II de Epiro, y consolidaron una alianza entre el Despotado de Epiro y el Principado de Acaya contra Nicea. También se aliaron con Manfredo de Sicilia que les envió cuatrocientos caballeros.
Frente a esta hostil coalición, Miguel VIII no tardó en responder. En el otoño de 1258, su ejército cruzó a Europa, bajo el mando de su hermano, el sebastocrátor Juan Paleólogo, y el gran doméstico Alejo Estrategópulo, y pasó el invierno en Macedonia, donde se le unieron las levas locales. En primavera, los nicenos pasaron a la ofensiva y avanzaron rápidamente hacia el oeste a lo largo de la Vía Egnatia, capturando Ohrid y Deabolis. Miguel II de Epiro, que estaba acampando en Kastoriá, fue sorprendido por la rapidez de su avance, y cuando los nicenos cruzaron el paso de Vodena para enfrentarlo, se vio obligado a retirarse apresuradamente con sus tropas a través de las montañas del Pindo hasta las localidades de Avlona y Berat, que estaban en posesión de su aliado Manfredo. Durante su retirada, que continuó incluso durante la noche, los epirotas habían perdido muchos hombres en los peligrosos pasos de montaña.
El gobernante epirota había perdido gran parte de su territorio, pero pronto sus aliados latinos acudieron en su ayuda. Manfredo, preocupado por sus conflictos contra los güelfos en el centro de Italia, no viajó en persona, aunque su presencia la mencionan erróneamente fuentes cuasicontemporáneas como Nicéforo Grégoras y Matteo Spinelli, sino que envió cuatrocientos caballeros alemanes excelentemente equipados, que probablemente desembarcaron en Avlona para unirse a las fuerzas epirotas de Miguel. Guillermo II de Villehardouin, por otro lado, acaudilló a sus propias fuerzas durante la campaña. Las versiones griegas y francesas de la Crónica de Morea mencionan tropas de Acaya, el Ducado de Atenas, la Triarquía de Negroponte y el Ducado de Naxos bajo el mando de Guillermo, lo que implicaba una leva feudal general en los Estados francos de Grecia, que eran vasallos del príncipe de Acaya. Muchos de los distinguidos nobles de la Grecia franca también tomaron parte en la expedición.
Las fuerzas aqueas cruzaron el Golfo de Corinto hasta Naupacto y marcharon a la capital epirota de Arta, antes de cruzar el Pindo para unirse a las fuerzas de los otros Estados francos en Thalassionon (posiblemente Elassona en el norte de Tesalia). Miguel de Epiro, a su vez, iba acompañado de su hijo mayor Nicéforo y además le apoyaba su hijo ilegítimo Juan I Ducas, gobernante de Tesalia, que traía consigo muchos valacos de la Gran Valaquia. La Crónica de Morea menciona un total de ocho mil hombres fuertemente armados y doce mil hombres ligeramente armados en el ejército de Guillermo, y ocho mil hombres fuertemente armados y dieciocho mil ligeramente armados en el ejército epirota, pero estos números son claramente muy exagerados. 
En el bando niceno, el ejército no solo se componía de contingentes griegos nativos de Asia, Macedonia y Tracia, sino también había muchos mercenarios; según la Crónica: trescientos alemanes, mil quinientos húngaros, seiscientos serbios e incluso caballería búlgara, así como mil quinientos turcos y dos mil jinetes cumanos y arqueros griegos. El tamaño total del ejército niceno no es registrado en las fuentes, excepto por una referencia en la Crónica griega que este comprendía veintisiete regimientos (allagia), pero según el historiador John Deno Geanakoplos, «uno obtiene una clara impresión de las fuentes [...] de que las fuerzas aliadas superaban en tamaño a las nicenas».

## La batalla
Las principales fuentes bizantinas, Jorge Acropolita, Nicéforo Grégoras y Jorge Paquimeres, ofrecen considerables diferencias en el curso exacto de los acontecimientos antes y durante la batalla, mientras que las fuentes occidentales, principalmente la versión francesa y griega de la Crónica y la historia del veneciano Marino Sanuto Torcello también ofrecen diferentes versiones de las fuentes bizantinas, a menudo con detalles que no aparecen en otros lugares.
Todas las fuentes coinciden, sin embargo, que los nicenos utilizaron una estratagema para engañar y dividir a los aliados. De hecho, según Acropolita, dada la desventaja numérica de su ejército, Miguel VIII había aconsejado a su hermano desde un principio evitar una confrontación abierta, y más bien el objetivo era explotar las rivalidades y desunión entre los aliados. Como todos los griegos, los epirotas desconfiaban y odiaban a los francos como consecuencia de la Cuarta Cruzada y por la opresión de los griegos ortodoxos por el clero católico, mientras que los francos despreciaban a los griegos como cobardes, desviados y cismáticos. Acropolita coloca la ubicación de los primeros enfrentamientos en un lugar llamado Bosque de Boril.
Acropolita informa que Juan distribuyó a sus hombres, dejando a los soldados fuertemente armados para ocupar sólidas posiciones defensivas en las colinas, mientras que sus soldados ligeros cumanos, turcos y griegos hostigarían al ejército aliado con tácticas de atacar y huir, hiriendo a los caballos de los aliados cuando estos estaban siendo abrevados y saqueando sus líneas de suministros. Ante este constante acoso, la moral del ejército epirota decayó y Miguel II se retiró con sus tropas hacia Prilep, mientras que Juan Ducas desertó de la causa aliada y se pasó al bando niceno. 
Grégoras, sin embargo, informa que la partida de Miguel II fue precipitada por Juan Paleólogo, quien envió un falso desertor al campamento epirota alegando que los francos habían acordado en secreto con Paleólogo traicionarlos a cambio de dinero. Persuadido, el gobernante epirota huyó inmediatamente de su campamento con tantos hombres como pudo reunir, mientras que el resto del ejército epirota también se dispersó después de que se conociese su partida.
Paquimeres ofrece una versión completamente diferente, destacando la discordia presente entre los aliados, incluso antes de que se encontraran con el ejército niceno, al parecer como resultado de que algunos caballeros aqueos codiciaban a la bella esposa valaca de Juan Ducas. La situación empeoró cuando Guillermo de Villehardouin protegió a sus hombres e insultó a Juan Ducas por su nacimiento ilegítimo, enfureciendo a este último. Juan Ducas luego entró en contacto con Juan Paleólogo, y después de que se le prometiese que su padre y su medio hermano no se verían perjudicados, los persuadió de retirarse durante la noche. El relato de Paquimeres sobre el insulto de Guillermo a Juan el bastardo es confirmado por Marino Sanudo.
Cualquiera que sea el verdadero desarrollo de los acontecimientos, a la mañana siguiente, cuando los aliados latinos descubrieron la marcha de los epirotas, ellos también trataron de retirarse, pero ya era demasiado tarde. Los nicenos cayeron sobre ellos, mientras que, según Paquimeres, Juan Ducas atacaba por la retaguardia. Muchos latinos fueron asesinados, mientras que la mayoría de los sobrevivientes fueron hechos prisioneros. Grégoras informa que los cuatrocientos alemanes se rindieron ante solo cuatro nicenos (posiblemente de alto rango, de los comandantes), mientras que las fuerzas de Guillermo de Villehardouin se dispersaron. El propio príncipe fue descubierto escondido en una pila de heno (Acropolita) o un arbusto (Paquimeres) cerca de Kastoría, mientras que una treintena de sus altos barones fueron igualmente tomados cautivos.
La Crónica de Morea ofrece otro relato variante, pero confunde a los principales personajes, afirmando que «Teodoro Ducas» (es decir Juan I Ducas) era el comandante de las fuerzas nicenas, y colocando a Nicéforo al frente del ejército epirota. Según la Crónica, el comandante niceno trató de atemorizar a sus oponentes con la iluminación muchas fogatas y el uso de ganado para simular tropas marchando. La estratagema funcionó a medida en que las tropas epirotas huían, mientras que los latinos fueron luego derrotados por los nicenos, entre cuyas filas había un contingente alemán bajo el "duque de Karentany", generalmente identificado con Carintia.
Según Geanakoplos, aunque difieren en los detalles, los diversos relatos pueden conciliarse para formar una imagen más completa de la batalla. Ciertamente, el punto de inflexión crucial, la partida de Miguel II, es fácil de explicar, incluso sin una estratagema nicena como afirma Acropolita: el gobernante epirota estaba inquieto por la presencia de un fuerte ejército franco y temía que, en el caso de una victoria de los aliados, perdiese su propio territorio ante los latinos. Estos miedos habían sido confirmados por el conflicto entre su hijo Juan Ducas y Guillermo de Villehardouin en los días previos a la batalla. Por el contrario, si se quedaba y los nicenos vencían, su propia vida estaría en peligro.

## Consecuencias
Juan Paleólogo pasó a capturar Tebas. El Principado de Acaya, que se había convertido en el Estado franco más poderoso en Grecia como consecuencia de la Cuarta Cruzada, había sido reducido al vasallaje niceno; el Ducado de Atenas pronto se convirtió en el Estado franco dominante. Miguel VIII se aprovechó de la derrota para reconquistar Constantinopla en 1261.
Hay un problema con la mención de la Crónica de Morea referente a que el «duque de Carintia» estaba presente en la batalla. El duque en aquella época era Ulrich III, pero gobernó durante muchos años después de 1259, y probablemente no estuvo en la batalla; el escritor de la Crónica puede haberse inventado un duque de ficción como contrapartida a Guillermo.